# Ticket Travel Group
Ticket Travel Group AB var det svenska moderbolaget i koncernen med samma namn. Som dotterbolag finns Ticket Privatresor AB, Ticket Feriereiser AS, Ticket Affärsresor AB och Ticket Forrettningsreiser AS. Fram till 2010 var Ticket börsnoterat men köptes då ut av det Norgebaserade riskkapitalbolaget Braganza. 
Ticket bedrev verksamhet inom både privat- och affärsresor, med försäljning i butik och över internet. Man har ett femtiotal butiker i Sverige och ett tjugotal butiker i Norge. Därtill kommer flera affärsresekontor i Sverige och ett i Norge. Ticket Affärsresor hade ett internationellt samarbete med FCM Travel Solution.